# Montdardier

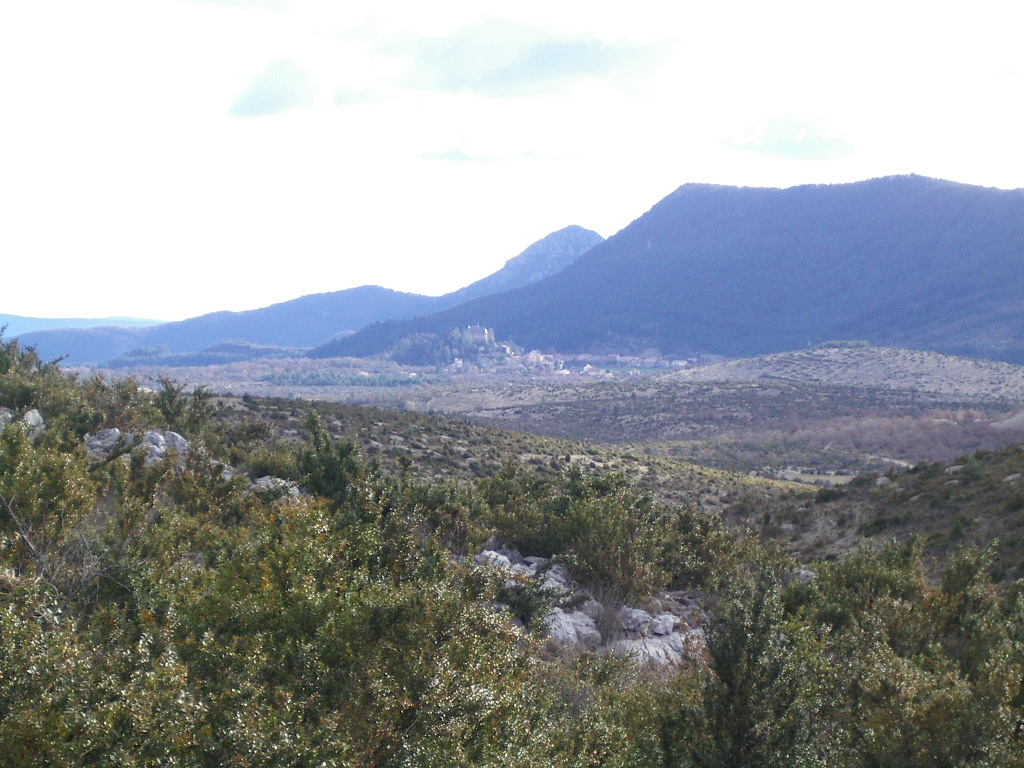

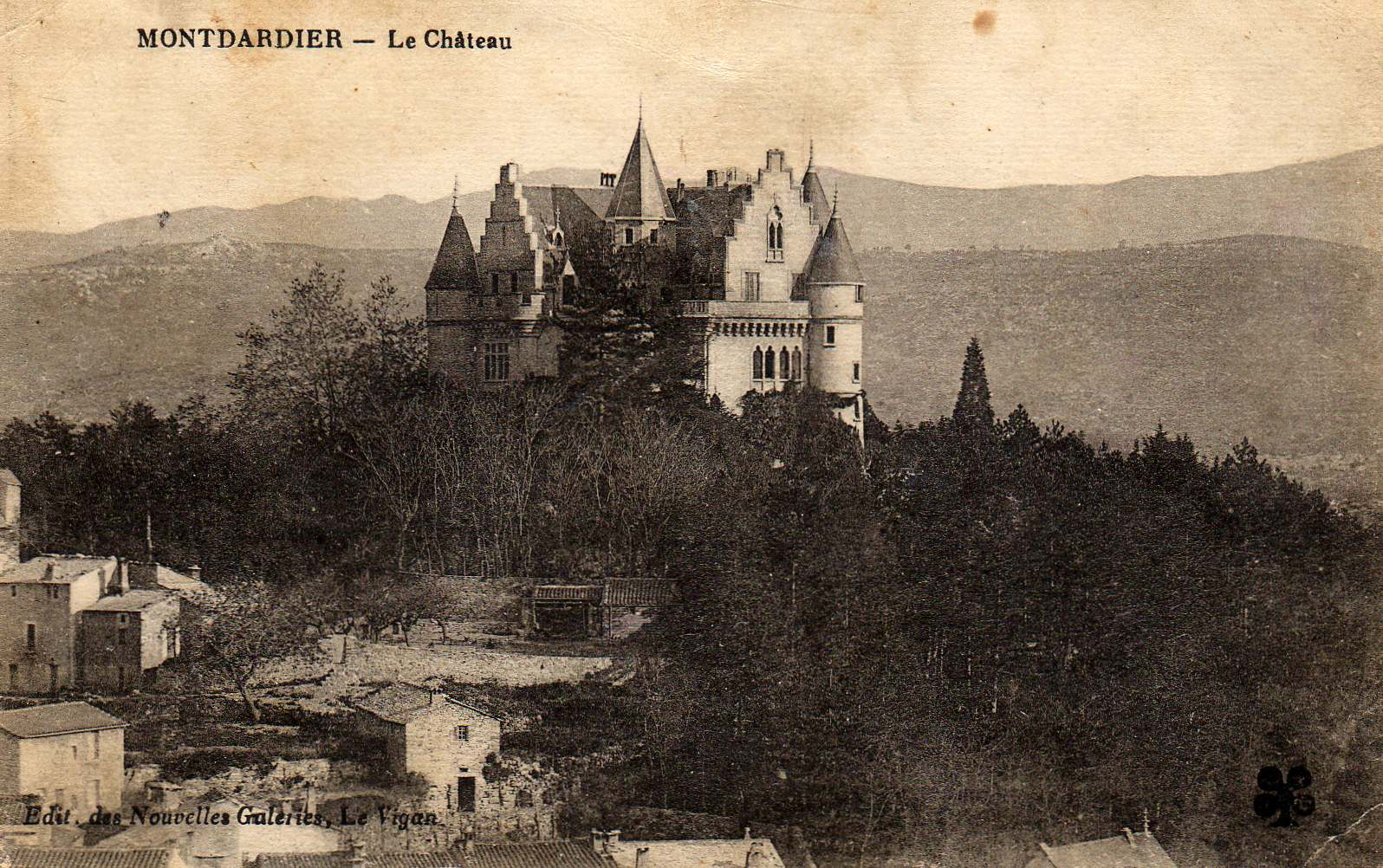

Montdardier – miejscowość i gmina we Francji, w regionie Oksytania, w departamencie Gard.
Według danych na rok 1990 gminę zamieszkiwało 157 osób, a gęstość zaludnienia wynosiła 4 osoby/km² (wśród 1545 gmin Langwedocji-Roussillon Montdardier plasuje się na 749. miejscu pod względem liczby ludności, natomiast pod względem powierzchni na miejscu 103.).